# Primeira Expedição a Fiji
A Primeira Expedição a Fiji realizada pelos Estados Unidos ocorreu em outubro de 1855 durante uma guerra civil nas ilhas. Em resposta aos supostos ataques incendiários contra o agente comercial estadunidense em Lautoka, na ilha de Viti Levu, a Marinha dos Estados Unidos enviou um navio de guerra para exigir uma compensação de Seru Epenisa Cakobau, o Vunivalu de Bau e autoproclamado Tui Viti (Rei de Fiji).